# Tikrit
Tikrit (arabsko تكريت) je mesto v Iraku in administrativno središče iraške province Salah ad Din. Leži ob reki Tigris, 140 km severozahodno od glavnega mesta Bagdad (34.61°N, 43.68°E). Po podatkih iz leta 2002 ima mesto okrog 28.900 prebivalcev.
Mesto je bilo prvič omenjeno leta 615 pr. n. št. kot pribežališče babilonskega kralja Nabopolasarja med njegovim napadom na mesto Assur.
V Tikritu je pokopan tudi iraški diktator Sadam Husein.